# 左旗增四
狐狸座4，又名BD+19 4010，HD 182762、SAO 104818、HR 7385，是狐狸座的一颗恒星，视星等为5.16，位于銀經54.35，銀緯1.75，其B1900.0坐标为赤經19h 21m 5.2s，赤緯+19° 1.75′ 9″。